# Bulbocodium
- Commons
- Wikispecies

Bulbocodium L. é um género botânico pertencente à família Colchicaceae.

## Espécies
- bulbocodium conspicuus
- Bulbocodium serotinum
- Bulbocodium trigynum
- Bulbocodium vernum
- Bulbocodium versicolor
- «Lista completa»

## Classificação do gênero
| Sistema | Classificação                     | Referência               |
| ------- | --------------------------------- | ------------------------ |
| Linné   | Classe Hexandria, ordem Monogynia | Species plantarum (1753) |